# Atilio Lipizzi
Atilio Lipizzi (Reino de Italia, 26 de julio de 1867 – 16 de mayo de 1939) fue un fotógrafo, empresario y director de cine, uno de los pioneros de esta industria en Argentina.

## Actividad profesional
Lipizzi había trabajado en los últimos años del siglo XIX como electricista y proyectista en el espectáculo de su connacional Leopoldo Fregoli, un famoso transformista, que incluía cortometrajes sin sonido, y adquirió a un cierto conocimiento de los secretos del nuevo arte. Desde 1904 vivió en Buenos Aires; inicialmente se dedicó al comercio vinculado al cine y pasó después a la distribución de filmes.
En un cine de Mar del Plata, Lipizzi conoció a Mario Gallo que hacía unos meses había llegado de Italia y tocaba allí el piano; después que trabaron amistad Lipizzi le propuso encarar el negocio cinematográfico' por lo que Gallo consiguió una filmadora y se hizo la que según algunos fue primera cinta nacional, El fusilamiento de Dorrego.
Dicen Claudio España y Ricardo Manetti:

" Se confundían entonces la ficción y el documental, aunque hoy es fácil diferenciarlos en aquellos artefactos. Sin embargo, hay algo innegable: en el cine histórico y en su cercanía con el testimonio está ya el principio de diferenciación de los géneros...En la primera intención está la vocación de narrar y de emplear para ello el modo de la historia popular: la viñeta, la inonografía escolar, el folletín, la novela de desván...en el imaginario reproductor lo esencial es "ilustrar" con imágenes en movimiento lo que se conoce, lo que produce miedo y dolor."

En 1915 Lipizzi fotografió Una noche de garufa, la primera película de José Agustín Ferreyra, que se exhibió un solo día en el cine Colón, frente a la Plaza Lorea de la ciudad de Buenos Aires. Dice Jorge Miguel Couselo que la película “debió estar influida casi hasta el memetismo por el cine cómico más primario, ser una suerte de trasplante de las explícitas piruetas de Toribio Sánchez o las primeras, todavía incipientes, del prestamente evolucionado Max Linder.” Al año siguiente Lipizzi dirigió Resaca, una película exitosa con temática suburbana basada en una obra teatral de Alberto Weisbach, con la actuación de Luis Arata, Camila Quiroga y Pedro Gialdroni y en 1917 incursionó en un relato que transcurre en la época rosista –ya visitada por las películas Camila O'Gorman (1909) y Amalia (1914)- dirigiendo Federación o muerte, basada en un folletín del comediógrafo Gustavo Caraballo con la interpretación de Lea Conti e Ignacio Corsini, que iba progresando como cantor.

Lipizzi tuvo una galería de filmación y labratorios propios y entre sus colaboradores e contraron José Agustín Ferreyra y Edmo Cominetti, se retiró finalmente de la actividad cinematográfica, al parecer debido a la poca fortuna de los filmes de su producción El movimiento continuo y A las nueve en el convento.
Falleció el 16 de mayo de 1939.